# Asociación de Mujeres en Computación
La Asociación de Mujeres en Computación (AWC) en inglés The Association for Women in Computing) es una organización profesional de mujeres en informática. La sociedad es miembro del Instituto para la Certificación de Profesionales de Informática (ICCP).

## Propósitos
El propósito de la AWC es proporcionar oportunidades para el crecimiento profesional a través de la creación de redes, de la educación continua, y la tutoría.
AWC fomenta altos estándares de competencia y promueve una actitud profesional entre sus miembros. Esta gobernado por una junta directiva que representa a todos los locales.

## Historia
La AWC fue fundada en 1978 como una organización sin ánimo de lucro,  National Association for Women in Computing. AWC se dedica a promover el avance de las mujeres en las profesiones informáticas. Los miembros incluyen muchos tipos de profesionales de la informática, como programadores, analistas de sistemas, operadores, redactores técnicos, especialistas en Internet, formadores y consultores.

## Capítulos
AWC tiene capítulos (sucursales) en:
- Houston, Texas
- Bozeman (Montana)
- New Jersey
- Seattle, Washington
- Twin Cities, Minnesota (Minneapolis-Saint Paul)

## Premio Ada Lovelace Awards
El premio Ada Lovelace recibe su nombre en honor a la primera programadora de computadoras, Augusta Ada Byron Lovelace, cuyos escritos desarrollaron la idea de la programación y explicaron el funcionamiento y la teoría del motor analítico de Charles Babbage.
El premio se otorga a personas que se han destacado en una o en dos áreas:
1. Logro científico y técnico sobresaliente y
2. Servicio extraordinario a la comunidad informática a través de sus logros y contribuciones en nombre de las mujeres en informática.[3]